# مدرسة غرناطة للرسم
بوجود مدرسة غرناطة أصبح هناك اتجاهاَ للنمط الذي بدأه ألونسو كانو في عصر الباروكية.
مدرسة غرناطة للرسم خلال القرن السادس عشر كانت المدرسة الأكثر دقه في الحديث عن الرسم في غرناطة. في النصف الأول من القرن، بجانب الفنان العظيم بيدرو ماتشوكا، نبغ خوان راميريز في فن المنمنم. تُنسب له لوحة ضريح الشهداء مشاركةً مع الفنان غوميث مورينو، الكائنة بمتحف غرناطة.
بذرة